# Teoria do circuito monetário
A teoria do circuito monetário é uma teoria heterodoxa da teoria monetária economia, particularmente criação de dinheiro, frequentemente associada à escola pós-keynesiana. Ela sustenta que o dinheiro é criado endogenamente pelo setor bancário, e não exogenamente pelo banco central via empréstimos; é uma teoria do dinheiro endógeno. Também é chamado de circuitismo e abordagem de circulação.

## Diferenças com a teoria dominante
A principal distinção das teorias econômicas convencionais da criação de dinheiro é que o circuitismo sustenta que o dinheiro é criado endogenamente pelo setor bancário, e não exogenamente pelo governo através de empréstimos do banco central: isto é, a própria economia cria dinheiro (endogenamente), em vez de o dinheiro ser fornecido por algum agente externo (exogenamente). Estas diferenças teóricas levam a uma série de consequências e prescrições políticas diferentes.
O circuitismo rejeita, entre outras coisas, o multiplicador monetário baseado em requisitos de reserva, argumentando que o dinheiro é criado pelos empréstimos dos bancos, que só então retiram reservas do banco central, em vez de reemprestar dinheiro oferecido pelo banco central. O multiplicador monetário surge, em vez disso, dos rácios de adequação de capital, ou seja, o rácio entre o seu capital e os seus ativos ponderados pelo risco. 

## Modelo do circuito
O circuito é facilmente compreendido em termos de contas bancárias familiares e cartão de débito ou transações com cartão de crédito: os depósitos bancários são apenas uma entrada em um banco livro de contas (não espécie – notas e moedas), e uma compra subtrai dinheiro da conta do comprador no banco e o adiciona ao a conta do vendedor no banco. 

### Transações
Tal como acontece com outras teorias monetárias, o circuitismo distingue entre dinheiro forte – dinheiro que pode ser trocado a uma determinada taxa por alguma mercadoria, como o ouro – e crédito em dinheiro. A teoria considera o dinheiro de crédito criado pelos bancos comerciais como primário (pelo menos nas economias modernas), em vez de derivado do dinheiro do banco central – o dinheiro de crédito impulsiona o sistema monetário. Embora não afirme que todo o dinheiro é dinheiro de crédito – historicamente o dinheiro tem sido frequentemente uma mercadoria, ou trocável por tal – os modelos básicos começam por considerar apenas o dinheiro de crédito, acrescentando posteriormente outros tipos de dinheiro. 
No circuito, uma transação monetária – comprar um pão, em troca de dólares, por exemplo – não é uma transação bilateral ( entre comprador e vendedor) como em uma economia de escambo, mas é antes uma transação tripartite entre comprador, vendedor e banco. Em vez de um comprador entregar um bem físico em troca de sua compra, há um débito em sua conta em um banco e um crédito correspondente na conta do vendedor. Isso é exatamente o que acontece nas transações com cartão de crédito ou débito e, na conta circuitista, é assim que ocorrem todas as transações com dinheiro de crédito. Por exemplo, se alguém comprar um pão com notas de moeda fiduciária, pode parecer que está comprando o pão em troca de a mercadoria das “notas de dólar”, mas o circuitismo argumenta que, em vez disso, estamos simplesmente transferindo um crédito, aqui com o banco central emissor: como as notas não são garantidas por nada, elas são, em última análise, apenas um registro físico de um crédito final com o banco central, não uma mercadoria. 

### Criação monetária
No circuitismo, como em outras teorias do dinheiro creditício, o dinheiro creditício é criado pela concessão de um empréstimo. Crucialmente, este empréstimo não necessita (em princípio) de ser garantido por qualquer dinheiro do banco central: o dinheiro é criado a partir da promessa (crédito) incorporada no empréstimo, e não do empréstimo ou reempréstimo de dinheiro do banco central: o crédito é anterior às reservas.  Quando o empréstimo é reembolsado, com juros, o dinheiro do crédito do empréstimo é destruído, mas são criadas reservas (iguais aos juros) – o lucro do empréstimo. 
O fracasso da política monetária durante as depressões – os bancos centrais dão dinheiro aos bancos comerciais, mas os bancos comerciais não o emprestam – é referido como "empurrar uma corda" e é citado pelos circuitistas a favor do seu modelo: o dinheiro do crédito é retirado através da concessão de empréstimos e não fornecido pelo banco central que imprime dinheiro e o dá aos bancos comerciais para empréstimo. 
Em 2014, o economista Richard Werner conduziu um estudo empírico para determinar se, no processo de emissão de um empréstimo, os bancos criam nova moeda ou transferem dinheiro de outra conta. O estudo envolveu a contracção de um empréstimo junto de um banco colaborador e a monitorização dos seus registos internos para determinar se o banco transfere os fundos de outras contas dentro ou fora do banco, ou se são recentemente criadas. O estudo determinou que o banco não transferiu fundos entre contas quando o empréstimo foi emitido. 

## Histórico
O circuito foi desenvolvido por economistas franceses e italianos após a Segunda Guerra Mundial; foi apresentado oficialmente por Augusto Graziani em (Graziani 1989), seguindo um esboço anterior em (Graziani 1984). A noção e a terminologia de um circuito monetário datam pelo menos de 1903, quando o economista amador Nicholas Johannsen escreveu Der Kreislauf des Gelds und Mechanismus des Sozial-Lebens (A Teoria do Circuito do Dinheiro), sob o pseudônimo J.J.O. Lahn (Graziani 2003). No período entre guerras, economistas alemães e austríacos estudaram os circuitos monetários, sob o termo Kreislauf, com o termo "circuito" sendo introduzido por economistas franceses seguindo este uso. O principal protagonista da abordagem francesa ao circuito monetário é Alain Parguez. Hoje, os principais defensores da teoria do circuito monetário podem ser encontrados nos trabalhos de Riccardo Realfonzo, Giuseppe Fontana e Riccardo Bellofiore na Itália; e no Canadá, na obra de Marc Lavoie, Louis-Philippe Rochon e Mario Seccareccia. 

## Dificuldades de modelagem
Embora a descrição verbal do circuito tenha atraído interesse, revelou-se difícil de modelar matematicamente. Os esforços iniciais para modelar o circuito monetário revelaram-se problemáticos, com os modelos a exibirem uma série de propriedades inesperadas e indesejáveis – o desaparecimento imediato do dinheiro, por exemplo. Esses problemas têm nomes como: Perdas no Circuito; Destruição de dinheiro; Dilema do lucro 
O modelo desenvolvido por Pokrovskii et al. destaca-se por sua capacidade de abordar as complexidades inerentes ao circuito monetário de maneira abrangente e inovadora. Ao superar as dificuldades previamente identificadas, os pesquisadores conseguiram estabelecer um quadro analítico mais robusto e preciso para compreender o funcionamento do sistema financeiro. Uma das características notáveis desse modelo é sua habilidade em capturar nuances e dinâmicas antes negligenciadas no circuito monetário total. Ao considerar variáveis multidimensionais e interconexões complexas entre os diversos agentes econômicos, o modelo oferece insights valiosos que transcendem abordagens convencionais. Essa abrangência permite uma compreensão mais completa e holística das interações entre os diferentes elementos do sistema financeiro, desde instituições bancárias até os comportamentos dos consumidores. 
Além disso, a contribuição significativa desse modelo para o avanço do conhecimento na área financeira reside na sua capacidade de prever e explicar eventos complexos e, muitas vezes, interdependentes. Isso não apenas aprimora a capacidade de antecipar potenciais crises ou disfunções no sistema, mas também fornece uma base sólida para o desenvolvimento de estratégias de políticas econômicas mais eficazes. A metodologia inovadora empregada por Pokrovskii et al. não apenas enriquece a compreensão teórica, mas também tem implicações práticas importantes. Ao fornecer uma estrutura mais abrangente, o modelo oferece orientações valiosas para formuladores de políticas, reguladores e profissionais do setor financeiro, contribuindo assim para a estabilidade e eficiência do sistema monetário em níveis globais e locais. 